# Patia (insecto)
Patia es un género de mariposas de la familia Pieridae, subfamilia Dismorphiinae. 

## Descripción
Especie tipo por designación original Leptalis orise Boisduval, 1836.

## Diversidad
Existen 3 especies reconocidas en el género, todas ellas tienen distribución neotropical, con registros en Ecuador, Bolivia, Guayana Francesa, Perú, Colombia, Ecuador, Panamá y Costa Rica.
- Patia cordillera (C. Felder & R. Felder, 1862)
- Patia orise (Boisduval, 1836)
- Patia rhetes (Hewitson, [1857])